# Tryserums socken
Tryserums socken i Småland ingick i Norra Tjusts härad, ingår sedan 1971 i Valdemarsviks kommun i Östergötlands län och motsvarar från 2016 Tryserums distrikt.
Socknens areal är 186,77 kvadratkilometer, varav 173,97 land. År 2000 fanns här 718 invånare. Kyrkbyn Tryserum med sockenkyrkan Tryserums kyrka samt småorten Västertryserum, den tidigare kyrkbyn, ligger i socknen. 

## Administrativ historik
Tryserums socken har medeltida ursprung. 
År 1853 överfördes till Ringarums socken Fallingeberg och 1914 Grännäs. Vid kommunreformen 1862 övergick socknens ansvar för de kyrkliga frågorna till Tryserums församling och för de borgerliga frågorna till Tryserums landskommun. Landskommunen inkorporerades 1952 i Tjust-Eds landskommun där denna del senare 1971 uppgick i Valdemarsviks kommun och Östergötlands län. Församlingen uppgick 1 januari 2010 i Valdemarsviks församling.
Den 1 januari 2016 inrättades distriktet Tryserum, med samma omfattning som församlingen hade 1999/2000.
Socknen har tillhört samma fögderier och domsagor som Norra Tjusts härad. De sju indelta båtsmännen tillhörde Tjusts båtsmanskompani.

## Geografi
Tryserums socken ligger vid Valdemarsviken och Kvädöfjorden och inåt land vid sjön Vindommen. Sjöar i socknen är Rånen i öster och Kyrksjön i väster samt många småsjöar och gölar. Den tidigare ön Kvädö ligger i Tjusts skärgård liksom socknens enda fiskeläge på ön Källskär. Socknen är utsträckt i väst-östlig riktning och delas i två delar av väg E22, tidigare av kungsvägen Stockholm–Kalmar. Socknen är mycket kuperad med skogklädda, branta urbergshöjder och mellanliggande lersänkor, "kjusor", som är uppodlade. På många ställen har sjöar och våtmarker dikats ut, flerstädes genom att man sprängt djupa diken i berg. Vindommen delas med Ukna socken i Västerviks kommun och Hannäs socken i Åtvidabergs kommun. Andra betydande insjöar är Rånen, Brantsbosjön, Kärnhultesjön och Kyrksjön.
Sätesgårdar var Fågelviks herrgård med Fågelviks borgruin, Skönero herrgård, Hornsbergs slott, Snällebo herrgård och Vittviks säteri.
Fågelviks herrgård vid Valdemarsviken har bland annat innehafts av Karl Ulfsson (Sparre av Tofta) och perioden 1429–1446, av Karl Knutsson (Bonde).
Det har funnits gästgiverier i Ingelsbo och Knappekulla.

## Fornlämningar

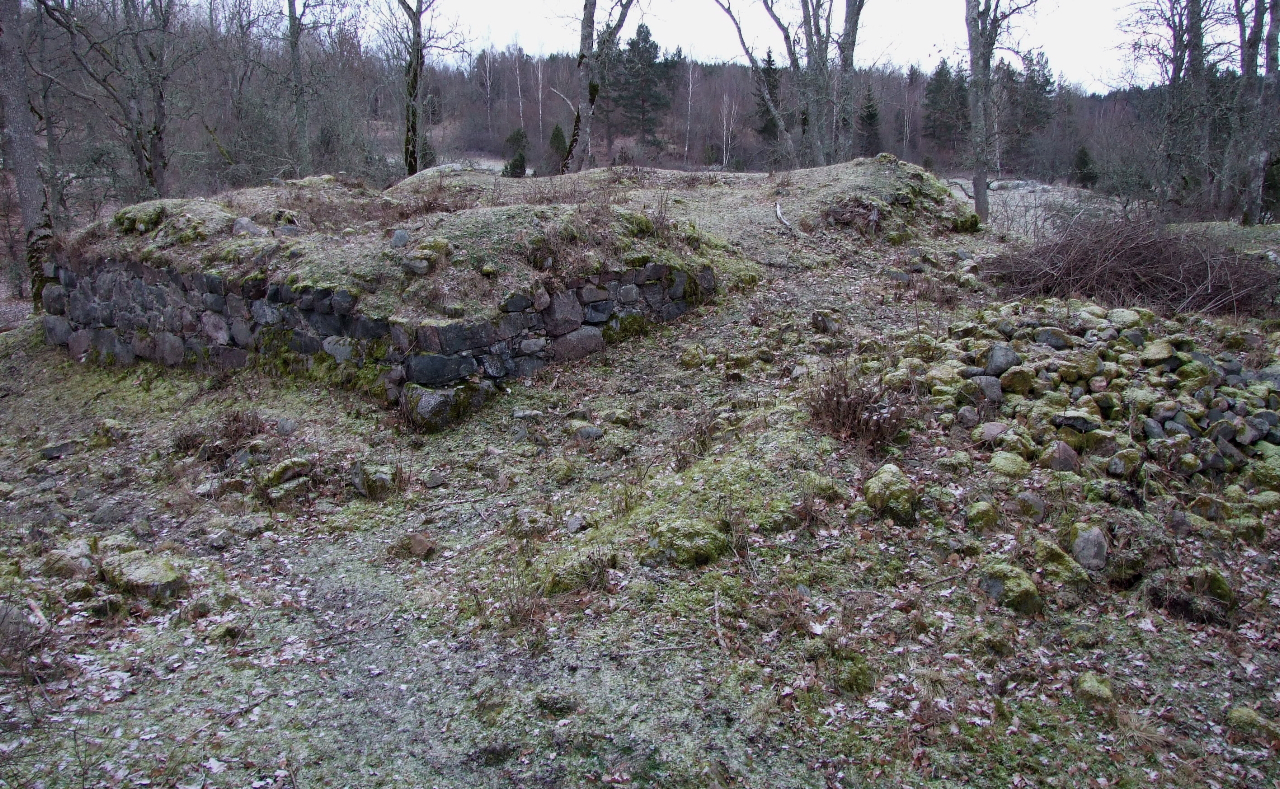
Ruinen efter den medeltida borgen Fogelvik

Kända från socknen är flera gravrösen från bronsåldern samt tio gravfält och en fornborg från järnåldern.

## Befolkningsutveckling
Befolkningen ökade från 1 899 1810 till 3 267 1860 varefter den minskade stadigt till 785 1990.

## Namnet
Namnet (1341 Trisrum) kommer från prästgården vid den gamla kyrkan vid Kyrksjön. Förleden är troligen ett äldre namn på Kyrksjön, Trysjön som i sin tur har förleden try, en buskväxt. Efterleden är rum, 'öppen plats'.